# Спитс, Нико
Николас Бернард (Нико) Спитс (нидерл. Nicolaas Bernard (Nico) Spits, 7 сентября 1943, Амстелвен, Нидерланды) — нидерландский хоккеист (хоккей на траве), нападающий. Чемпион мира 1973 года.

## Биография
Нико Спитс родился 7 сентября 1943 года в нидерландском городе Амстелвен.
Играл в хоккей на траве за «Амстердамсе».
В 1964 году вошёл в состав сборной Нидерландов по хоккею на траве на Олимпийских играх в Токио, поделившей 7-8-е места. Играл на позиции нападающего, провёл 3 матча, забил 1 мяч в ворота сборной Гонконга.
В 1972 году вошёл в состав сборной Нидерландов по хоккею на траве на Олимпийских играх в Мюнхене, занявшей 4-е место. Играл на позиции нападающего, провёл 9 матчей, забил 1 мяч в ворота сборной Мексики. Был знаменосцем сборной Нидерландов на церемонии открытия Олимпиады.
В 1973 году в составе сборной Нидерландов завоевал золотую медаль на чемпионате мира в Амстелвене.
После завершения игровой карьеры стал тренером. В 1979 году привёл женскую команду «Амстердамсе» к победе в чемпионате Нидерландов.
В 1986—1988 годах был менеджером сборной Нидерландов.

## Семья
Младший брат Нико Спитса Франс Спитс (род. 1946) тоже играл за сборную Нидерландов по хоккею на траве, в 1968 году участвовал в летних Олимпийских играх в Мехико, в 1972 году — в летних Олимпийских играх в Мюнхене.